# 2022年原因不明の小児肝炎
2022年、原因不明かつ重度の急性小児肝炎の症例が複数の国から世界保健機関（WHO）に報告された。アウトブレイクが最初に検知された4月5日から7月8日までの間に35か国で1,010人が罹患し、22人が死亡、46人が肝移植を受ける事態となっている。症状には吐き気、腹痛、下痢、嘔吐、黄疸がある。

## 概要
2021年10月から2022年2月までに、アメリカ合衆国アラバマ州の病院に入院していた9人の子供が原因不明の肝炎に感染していることが確認された。
2022年4月5日、イギリスの国際保健規則ナショナルフォーカルポイントは、スコットランド中部で、これまで健康だった幼児（11か月～5歳）に原因不明の重症急性肝炎が10例発生したとWHOに通知した。その後、全土で調査が行われ4月8日には74例が確認される。そのうち6人には肝移植が必要であった。発症した74人はいずれもCOVID-19ワクチンの接種を受けておらずワクチンとの関連は否定されている。
2022年4月21日までにイギリス（114例）、スペイン（13例）、イスラエル（12例）、アメリカ合衆国（9例）、デンマーク（6例）、アイルランド（5例未満）、オランダ（4例）、イタリア（4例）、ノルウェー（2例）、フランス（2例）、ルーマニア（1例）及びベルギー（1例）で合計169例が報告された。4月25日には厚生労働省が日本国内においても原因不明の急性肝炎に当てはまる可能性のある症例が1例報告されたと発表する。5月6日までに6例が報告された。
AからEまで5種類ある肝炎ウイルスが確認されなかった一方で、アデノウイルスが74例検出された。アデノウイルスの中で、感染性胃腸炎の原因となる「41型」が複数報告されており、感染者の大半で嘔吐や下痢の症状が確認されている。5月6日までに日本において確認された7例のうち急性呼吸器症状を起こす「1型」が1例確認されている。しかしながら、このウイルスが肝炎を起こすことはあまり知られておらず、免疫不全の状態にある者を除き健康な子供が急に肝炎を発症することは極めて稀であるとされる。
アウトブレイクの背景には2019年末から続く新型コロナウイルス感染症の世界的流行が間接的に関与した可能性も考えられている。感染拡大を防止する目的として都市封鎖など人と人との接触を減らす医療政策が行われたが、他の感染症の蔓延に影響を及ぼしたとされる。実際にアメリカ合衆国ではインフルエンザの感染者数、死者数が大幅に増加したほか、RSウイルスの感染者も急増している。その他に、変異したアデノウイルスが出現した可能性も考えられている。アメリカ合衆国では2006年から翌年にかけて「14型(英語版)」の変異株により重症肺炎が多発した。あるいは、イギリスでの発症例にはアデノ随伴ウイルスが患者から確認されており関連が指摘されている。

## 統計
| 国/地域      | 症例数 | 死者数 | 最終更新       |
| ------------ | ------ | ------ | -------------- |
| アルゼンチン | 8      |        | 2022年5月10日  |
| オーストリア | 3      |        | 2022年6月17日  |
| ベルギー     | 14     |        | 2022年6月17日  |
| ブラジル     | 88     | 7      | 2022年6月13日  |
| ブルガリア   | 1      |        | 2022年6月17日  |
| カナダ       | 7      |        | 2022年5月10日  |
| コスタリカ   | 2      |        | 2022年5月10日  |
| キプロス     | 2      |        | 2022年6月17日  |
| デンマーク   | 7      |        | 2022年6月17日  |
| フランス     | 7      |        | 2022年6月17日  |
| ドイツ       | 1      |        | 2022年5月5日   |
| ギリシャ     | 9      |        | 2022年6月17日  |
| インドネシア | 5      |        | 2022年5月10日  |
| アイルランド | 14     |        | 2022年6月17日  |
| イスラエル   | 5      |        | 2022年6月17日  |
| イタリア     | 33     |        | 2022年6月17日  |
| 日本         | 122    |        | 2022年11月17日 |
| ラトビア     | 1      |        | 2022年6月17日  |
| モルドバ     | 1      |        | 2022年6月17日  |
| オランダ     | 15     |        | 2022年6月17日  |
| ノルウェー   | 5      |        | 2022年6月17日  |
| パレスチナ   | 1      |        | 2022年5月10日  |
| パナマ       | 1      |        | 2022年5月10日  |
| ポーランド   | 8      |        | 2022年6月17日  |
| ポルトガル   | 15     |        | 2022年6月17日  |
| ルーマニア   | 8      |        | 2022年5月5日   |
| セルビア     | 1      |        | 2022年6月17日  |
| シンガポール | 1      |        | 2022年5月10日  |
| 韓国         | 1      |        | 2022年5月10日  |
| スペイン     | 37     |        | 2022年6月17日  |
| スウェーデン | 9      |        | 2022年6月17日  |
| イギリス     | 258    | 0      | 2022年6月21日  |
| アメリカ     | 296    | 11     | 2022年6月24日  |